# HPP модель
Модель HPP є фундаментальним решітковим газовим автоматом для моделювання газів і рідин.  Це був один з попередніх решіткових методів Больцмана.  З решіткового газового автомата, можна отримати макроскопічні рівняння Нав'є-Стокса. [1]  Інтерес до методів решіткових газових автоматів вирівнявся на початку 1990-х років, у зв'язку з ростом інтересу до решіткових методів Больцмана. [2]

## Історія
Модель HPP була вперше введена в роботах, опублікованих в 1973 і 1976 році Харді, Помо і де Паззіс, чиї ініціали надають моделі свою назву.  Модель може бути використана як проста модель для переміщення газів і рідини. [3]

## Модель

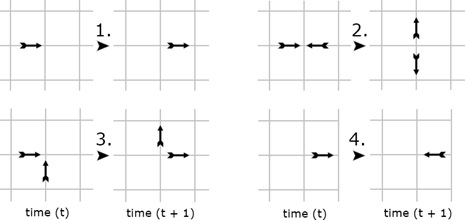
Візуальні приклади чотирьох правил, що регулюють HPP модель.

У цій моделі решітка має форму двовимірної квадратної сітки, з частинками, здатними рухатися до будь-якого з чотирьох суміжних точок сітки, які розділяють загальний край, а частинки не можуть рухатися по діагоналі.  Це означає, що кожна точка сітки може мати тільки один з шістнадцяти можливих взаємодій.
- Частинки існують тільки в точках сітки, а не на краю або поверхні решітки.
- Кожна частка має пов'язане з ним напрямок (від однієї точки до іншої сітці безпосередньо примикає точці сітки).
- Кожний осередок решітки сітки може містити тільки максимум одну частку для кожного напрямку, тобто, містить в загальній складності від нуля до чотирьох частинок.

Наступні правила також регулюють модель:
1. Одна частинка рухається в фіксованому напрямку, поки не відчуває зіткнення.
2. Дві частинки, які мають лобове зіткнення відхиляється перпендикулярно.
3. Дві частинки відчувають зіткнення, що не лобове, просто пройдуть крізь один одного і продовжуватимуть в тому ж напрямку.
4. Необов'язково, коли частка стикається з краями решітки це може бути відскік.

Моделі HPP слідують за двома етапами процесу модифікації.

### Крок зіткнення
На цьому етапі вище вказані правила, 2., 3. і 4. перевірені і застосовані, якщо відбулися будь-які зіткнення.  Це призводить до лобового зіткнення частинок змінюючи напрямок, прохідні зіткнення тривають без змін, або не стикалися частки просто залишаючись тим же самим.

### Транспортний крок
Другий етап складається з кожної частки, що переміщає один решітковий крок в напрямку, якому вони в цей час подорожують, які могли б бути змінені за допомогою наведеної вище стадії зіткнення.

## Недоліки
Модель має недоліки, оскільки інерція завжди зберігається як в горизонтальних, так і у вертикальних вузьких смугах. Ніяка енергія ніколи не видаляється з моделі, або колізіями, або рух, так це триватиме невизначено.
Модель HPP відчула недолік ротаційної інваріантності, що зробило модель сильно анізотропною.   Це означає, наприклад, що вихори, отримані за допомогою моделі HPP мають квадратну форму. [4]